# Kurcinka
Kurcinka (Crataerina pallida) – owad z rodziny narzępikowatych. Pasożyt zewnętrzny ptaków: jerzyków i (rzadziej) jaskółkowatych, na których zazwyczaj pasożytuje inny narzępik: Ornithomyia biloba.
Imago tego owada ma długość od 6 do 9 mm, ciało trójkątne, z ostro zakończonym ryjkiem, silnie spłaszczone grzbietobrzusznie, rozszerzające się ku tyłowi. Skrzydła są znacznie zredukowane, nie nadają się do lotu aktywnego, lecz są pomocne podczas szybowania z wiatrem i utrzymania równowagi na ciele żywiciela. Na stopach potrójne pazurki ułatwiające utrzymanie się na żywicielu. Oczy są małe, nie występują przyoczka.
Dorosłe osobniki mają ubarwienie od jasno- do ciemnobrązowego.

## Przystosowania do pasożytnictwa
Kurcinka ma szereg przystosowań, które zmniejszają szansę na usunięcie przez gospodarza. Krótkie, ostre włoski pokrywające ciało, pozwalają na znalezienie punktu podparcia na piórach ptaka. Nogi są w kształcie krótkich ostrych haków, stopy mają potrójne pazurki ułatwiające utrzymanie się na żywicielu. Ma twardy egzoszkielet, który chroni przed zgnieceniem. Dzięki grzbieto-brzusznie spłaszczonemu ciału, kurcinki zwinnie poruszają się wśród piór.

## Występowanie
Kurcinka występuje na wszystkich kontynentach, najobficiej jednak w obszarach subtropikalnych i tropikalnych.

## Ekologia
Występuje dymorfizm płciowy – samice są znacznie większe od samców. Ponadto na odwłoku u samców znajduje się czarny pierścień, u samic widoczne są dwa czarne ślady.
Crataerina pallida ma bardzo krótki cykl rozwojowy i stosunkowo niską płodność – samice mogą złożyć nowe larwy co 6 do 8 dni, a więc prawdopodobnie mogą wydać od 12 do 15 larw w ciągu całego życia. Istnieje silny związek między cyklem życia kurcinki, a sezonem lęgowym gospodarza, choć warunki pogodowe mogą wpływać na pojawienie się nowych osobników. Kopulacja odbywa się na żywicielu. Samica nie składa jaj. Larwy rozwijają się pojedynczo w odpowiednio do etapu rozwoju powiększających się odwłokach. Odżywiają się płynem produkowanym przez tzw. gruczoły mleczne, znajdujące się w ścianie jajowodu. Natychmiast po ich opuszczeniu przepoczwarczają się i atakują pisklęta i ptaki dorosłe. Kurcinki bardzo sprawnie poruszają się wśród piór, spłoszone mogą wydostawać się na zewnątrz w miejscach bezpiórych lub słabo opierzonych. U jerzyków wypadłych z gniazda przebywają w miejscach najgęściej upierzonych (zapewne też dobrze ukrwionych) na szyi oraz na dolnej części grzbietu, tuż nad kuprem. Co 5 dni wysysają średnio 25 mg krwi. Kurcinki przy masowym występowaniu często powodują padnięcia jerzyków, głównie młodych spowodowane osłabieniem na skutek nadmiernej utraty krwi (zanotowano przypadek jerzyka, który miał na ciele 6 sztuk tych ektopasożytów, możliwe że część już się rozproszyła). U ludzi, sporadycznie zdarzające się ugryzienia są odczuwane jako bolesne i słabo się goją, może dojść do przeniesienia chorób odzwierzęcych.
Kurcinka może być ofiarą pasożytniczych os z rodziny siercinkowatych.

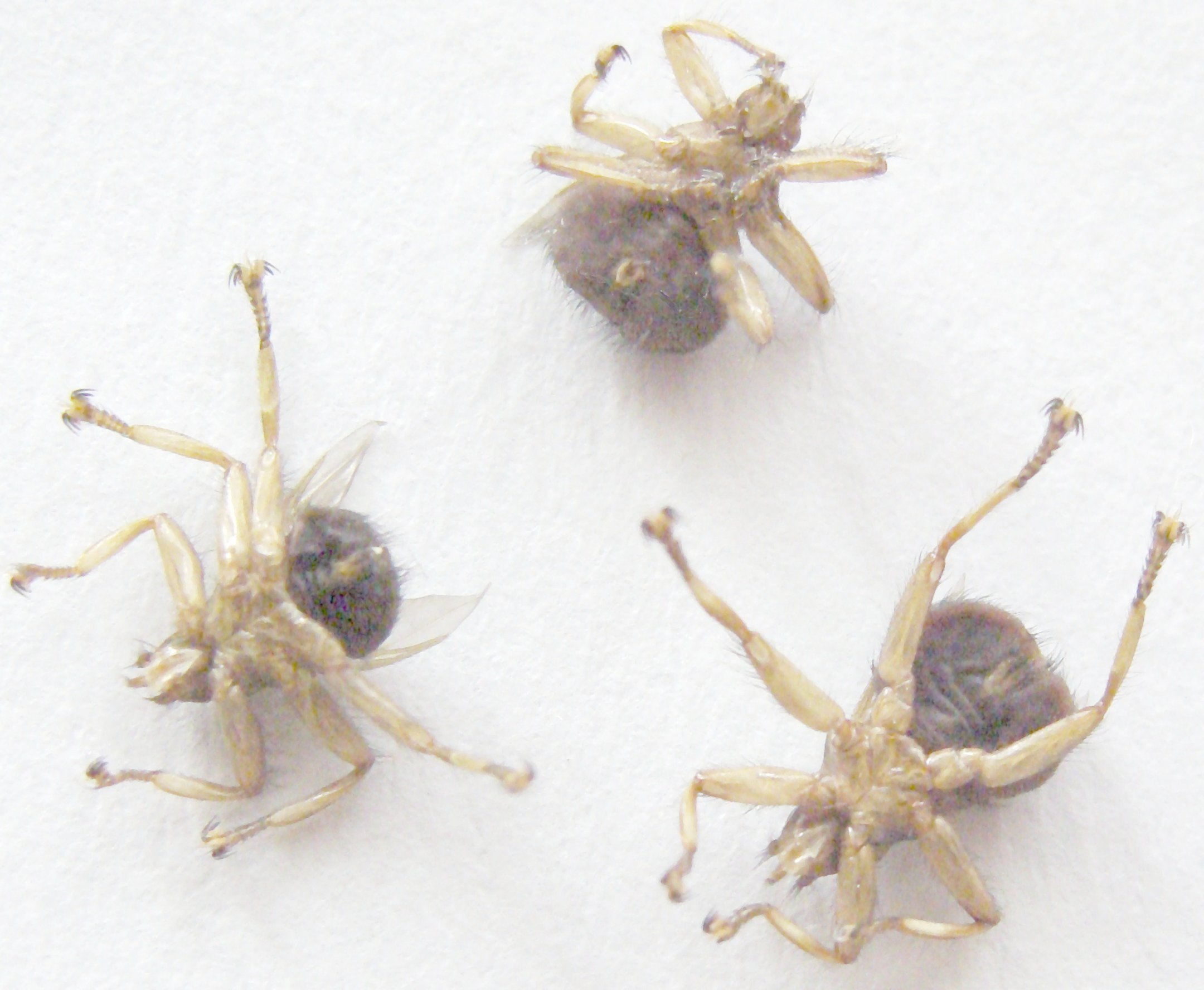
Strona brzuszna